# Aldo Valle
Aldo Salvador Valle Acevedo (Til Til, 12 de noviembre de 1955) es un abogado y académico chileno. Fue rector de la Universidad de Valparaíso entre 2008 y 2020 y vicepresidente del Consejo de Rectores de las Universidades Chilenas entre 2015 y 2020. Desde el 7 de junio de 2023 y hasta el 7 de noviembre, se desempeñó como vicepresidente del Consejo Constitucional.
Desde el 25 de julio de 2025 se desempeña como ministro de Ciencia, Tecnología, Conocimiento e Innovación bajo el gobierno del presidente Gabriel Boric.

## Biografía
Vivió su juventud en la comuna de La Cruz, provincia de Quillota. Estudió en un liceo de Quillota y en el Liceo Eduardo de la Barra de Valparaíso.

### Trayectoria académica

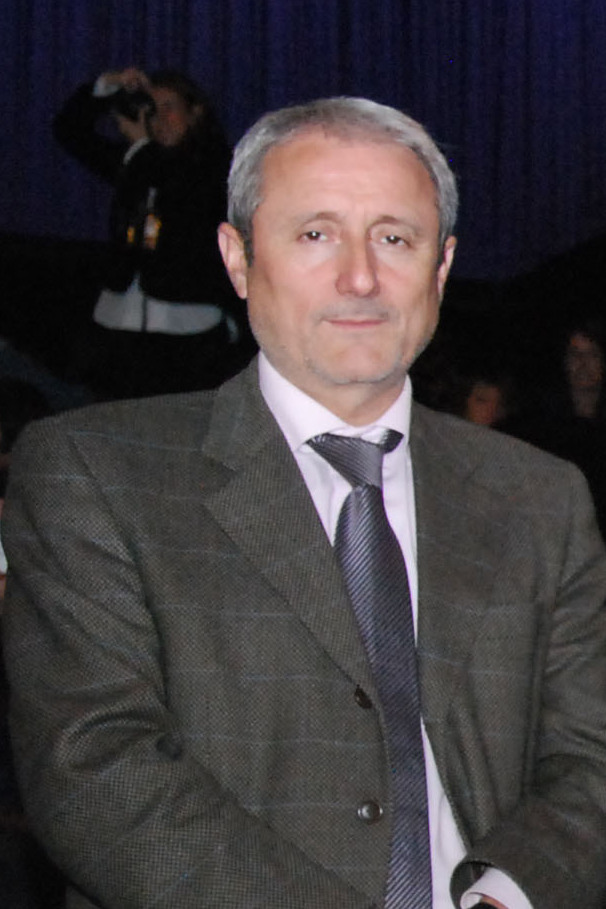
Aldo Valle en 2012, cuando era rector de la Universidad de Valparaíso.

Entró a estudiar derecho en la Universidad de Chile de Valparaíso, la cual en 1981 se transformó en la Universidad de Valparaíso, desde la cual egresó. Se tituló como abogado el 25 de abril de 1983. Posteriormente obtuvo un Magíster en Filosofía de la Ciencia con mención en Lógica por la misma casa de estudios, y un Doctorado en Derecho Público y Filosofía Jurídica por la Universidad Autónoma de Madrid.
Ha sido académico en su alma mater y en la Universidad Diego Portales. En la Universidad de Valparaíso también se desempeñó como secretario general (1996-1998), decano de la Facultad de Derecho (2017-2018), y rector, cargo que asumió el 2 de julio de 2008, siendo reelegido en 2012 y 2016. Paralelamente, en el año 2012 fue nombrado presidente del Consorcio de Universidades del Estado de Chile, y en 2015 asumió la vicepresidencia del Consejo de Rectores de las Universidades Chilenas. En julio de 2020 dejó su cargo como rector de la Universidad de Valparaíso, no repostulándose para un cuarto periodo.

### Trayectoria política
Fue militante del Partido Socialista (PS) y del Partido por la Democracia (PPD). Participó como abogado jefe de la división jurídica de la Subsecretaría de Pesca.
Se presentó como precandidato a gobernador regional de Valparaíso en las primarias de Unidad Constituyente de 2020, representando al PPD. Ganó la elección por un 51 % de las preferencias, siendo el candidato del pacto para las elecciones de abril de 2021, que finalmente ganó Rodrigo Mundaca. En 2023 se presentó como candidato a consejero constitucional por la Región de Valparaíso por un cupo PS, dentro del pacto oficialista Unidad para Chile, escaño que obtuvo con el 6,37 % de los votos. En la sesión inaugural del Consejo, fue elegido vicepresidente de la instancia.
Bajo el gobierno del presidente Gabriel Boric fue designado como ministro de Ciencia, Tecnología, Conocimiento e Innovación el 25 de julio de 2025.

## Historial electoral
| Año  | Tipo                                   | Territorio           | Pacto                | Partido | Votos   | %     | Resultado |
| ---- | -------------------------------------- | -------------------- | -------------------- | ------- | ------- | ----- | --------- |
| 2020 | Primarias de gobernadores regionales   | Región de Valparaíso | Unidad Constituyente | Ind.    | 11 401  | 51.96 | Nominado  |
| 2021 | Elecciones de gobernador regional      | Región de Valparaíso | Unidad Constituyente | Ind.    | 136 436 | 19.99 | No electo |
| 2023 | Elecciones de consejero constitucional | 6.ª circunscripción  | Unidad para Chile    | Ind.-PS | 68 564  | 6.37  | Consejero |